# Järfällahus
Järfällahus AB är ett allmännyttigt bostadsföretag med verksamhet i Järfälla kommun. Företaget är helägt av kommunen och har 5 700 lägenheter, parkeringar och 59 000 m² kommersiella lokaler.